# Serie A2 1980-1981 (pallacanestro maschile)
La prima categoria del campionato italiano di pallacanestro 1980-1981 è suddivisa in due serie: A1 ed A2. In entrambe le serie vi sono 14 squadre iscritte.
Sono previste due fasi, la prima regolare con partite di andata e ritorno, la seconda prevede una fase detta ad orologio in cui ogni squadra incontra in casa le tre squadre immediatamente sottostanti la classifica al termine della stagione regolare e fuori casa le tre squadre superiori, al termine le prime 4 squadre classificate oltre alla promozione in serie A1 per la stagione 1981-1982, hanno la possibilità di accedere ai play-off scudetto dagli ottavi di finale contro le squadre classificate dal 5º all'8º posto in A1.
Le ultime 2 classificate retrocedono in serie B.
Restano ferme in serie A2 tutte le altre squadre.

## Risultati

### Prima Fase
| Risultati              | RMS    | VEN     | RML    | FAB     | CAS     | TRE   | LIV    | VIG    | BRI    | CHI     | RIM     | POR    | MES    | UDI   |
| ---------------------- | ------ | ------- | ------ | ------- | ------- | ----- | ------ | ------ | ------ | ------- | ------- | ------ | ------ | ----- |
| Acqua Fabia Roma       |        | 88-95   | 92-87  | 83-84   | 89-77   | 76-94 | 103-89 | 88-82  | 111-93 | 85-74   | 94-84   | 79-80  | 82-69  | 91-95 |
| Carrera Venezia        | 103-90 |         | 113-95 | 127-102 | 106-82  | 81-75 | 102-82 | 82-78  | 108-94 | 117-96  | 102-100 | 105-88 | 103-95 | 93-88 |
| Eldorado Lazio         | 90-88  | 77-80   |        | 67-74   | 87-86   | 76-72 | 71-74  | 83-78  | 67-69  | 79-76   | 85-80   | 71-78  | 88-89  | 90-81 |
| Honky Wear Fabriano    | 69-72  | 82-91   | 91-83  |         | 87-75   | 72-69 | 87-74  | 85-81  | 105-89 | 93-81   | 78-74   | 82-78  | 71-85  | 65-63 |
| Latte Matese Caserta   | 88-83  | 97-90   | 94-102 | 91-68   |         | 81-87 | 93-87  | 83-77  | 95-81  | 90-89   | 96-87   | 102-93 | 100-92 | 91-89 |
| Liberti Treviso        | 82-70  | 81-80   | 65-64  | 73-85   | 74-75   |       | 70-68  | 82-67  | 89-76  | 84-78   | 72-73   | 87-76  | 81-72  | 67-62 |
| Magnadyne Livorno      | 63-73  | 86-80   | 94-88  | 85-84   | 94-74   | 73-79 |        | 81-75  | 92-93  | 84-83   | 87-91   | 93-69  | 88-87  | 75-83 |
| Mecap Vigevano         | 89-84  | 86-96   | 93-81  | 72-78   | 87-85   | 67-84 | 83-81  |        | 95-96  | 74-73   | 91-90   | 113-85 | 68-70  | 76-81 |
| Pallacanestro Brindisi | 84-79  | 93-96   | 97-82  | 92-79   | 83-78   | 75-74 | 99-89  | 85-91  |        | 103-93  | 89-82   | 95-82  | 86-91  | 95-92 |
| Rodrigo Chieti         | 74-75  | 68-87   | 81-95  | 109-102 | 86-84   | 75-82 | 87-85  | 91-96  | 87-108 |         | 103-98  | 84-78  | 95-86  | 77-91 |
| Sacramora Rimini       | 88-85  | 85-90   | 101-94 | 79-84   | 99-95   | 75-76 | 87-76  | 81-80  | 95-73  | 122-109 |         | 82-64  | 78-80  | 90-81 |
| Stern Pordenone        | 95-88  | 84-82   | 80-86  | 70-81   | 71-80   | 76-78 | 63-69  | 64-69  | 89-91  | 82-85   | 85-86   |        | 87-86  | 71-68 |
| Superga Mestre         | 84-79  | 82-80   | 87-77  | 73-64   | 108-102 | 74-59 | 77-73  | 92-71  | 75-80  | 97-92   | 91-85   | 85-71  |        | 81-76 |
| Tropic Udine           | 93-84  | 110-113 | 82-84  | 86-76   | 93-80   | 69-71 | 93-83  | 105-94 | 88-89  | 110-79  | 72-70   | 88-81  | 84-86  |       |

### Fase ad orologio
| Risultati              | RMS     | VEN    | RML     | FAB   | CAS   | TRE    | LIV   | VIG     | BRI    | CHI   | RIM   | POR    | MES   | UDI    |
| ---------------------- | ------- | ------ | ------- | ----- | ----- | ------ | ----- | ------- | ------ | ----- | ----- | ------ | ----- | ------ |
| Acqua Fabia Roma       |         | -      | 86-82   | -     | -     | -      | 92-81 | 82-73   | -      | -     | -     | -      | -     | -      |
| Carrera Venezia        | -       |        | -       | -     | -     | 101-80 | -     | -       | 110-92 | -     | -     | -      | 88-87 | -      |
| Eldorado Lazio         | -       | -      |         | -     | -     | -      | 86-81 | 110-102 | -      | 97-76 | -     | -      | -     | -      |
| Honky Wear Fabriano    | -       | -      | -       |       | 87-79 | -      | -     | -       | -      | -     | 82-83 | -      | -     | 88-79  |
| Latte Matese Caserta   | 78-76   | -      | -       | -     |       | -      | -     | -       | -      | -     | 85-78 | -      | -     | 97-101 |
| Liberti Treviso        | -       | -      | -       | 63-58 | 79-70 |        | -     | -       | 73-85  | -     | -     | -      | -     | -      |
| Magnadyne Livorno      | -       | -      | -       | -     | -     | -      |       | 66-57   | -      | 81-84 | -     | 76-78  | -     | -      |
| Mecap Vigevano         | -       | 97-93  | -       | -     | -     | -      | -     |         | -      | 92-83 | -     | 100-75 | -     | -      |
| Pallacanestro Brindisi | -       | -      | -       | 71-68 | 90-84 | -      | -     | -       |        | -     | 84-89 | -      | -     | -      |
| Rodrigo Chieti         | -       | 82-95  | -       | -     | -     | -      | -     | -       | -      |       | -     | 94-85  | 80-86 | -      |
| Sacramora Rimini       | 100-101 | -      | 112-100 | -     | -     | -      | -     | -       | -      | -     |       | -      | -     | 104-90 |
| Stern Pordenone        | -       | 81-117 | -       | -     | -     | 77-82  | -     | -       | -      | -     | -     |        | 74-85 | -      |
| Superga Mestre         | -       | -      | -       | 79-88 | -     | 86-76  | -     | -       | 82-73  | -     | -     | -      |       | -      |
| Tropic Udine           | 96-86   | -      | 92-83   | -     | -     | -      | 90-77 | -       | -      | -     | -     | -      | -     |        |

## Classifica
|  |     | Classifica finale 1980-1981 | Pt | G  | V  | P  | PtF  | PtS  |
|  | --- | --------------------------- | -- | -- | -- | -- | ---- | ---- |
|  | 1.  | Carrera Venezia             | 52 | 32 | 26 | 6  | 3106 | 2803 |
|  | 2.  | Superga Mestre              | 44 | 32 | 22 | 10 | 2699 | 2599 |
|  | 3.  | Liberti Treviso             | 42 | 32 | 21 | 11 | 2460 | 2393 |
|  | 4.  | Pallacanestro Brindisi      | 40 | 32 | 20 | 12 | 2803 | 2810 |
|  | 5.  | Honky Jeans Fabriano        | 38 | 32 | 19 | 13 | 2599 | 2576 |
|  | 6.  | Sacramora Rimini            | 32 | 32 | 16 | 16 | 2828 | 2774 |
|  | 7.  | Tropic Udine                | 32 | 32 | 16 | 16 | 2771 | 2686 |
|  | 8.  | Acqua Fabia Roma            | 30 | 32 | 15 | 17 | 2734 | 2715 |
|  | 9.  | Latte Matese Caserta        | 30 | 32 | 15 | 17 | 2767 | 2800 |
|  | 10. | Eldorado Lazio              | 28 | 32 | 14 | 18 | 2707 | 2744 |
|  | 11. | Mecap Vigevano              | 26 | 32 | 13 | 19 | 2654 | 2695 |
|  | 12. | Magnadyne Livorno           | 22 | 32 | 11 | 21 | 2587 | 2661 |
|  | 13. | Rodrigo Chieti              | 18 | 32 | 9  | 23 | 2724 | 2923 |
|  | 14. | Stern Pordenone             | 14 | 32 | 7  | 25 | 2509 | 2769 |

## Verdetti
- Promossa in serie A1:  - Carrera Venezia.
Formazione: Angelo Bianchini, Spencer Haywood, Lorenzo Carraro, Fabrizio Della Fiori, Andrea Gracis, Giovanni Grattoni, Luigi Serafini, Luca Silvestrin, Stefano Gorghetto, Claudio Soro, Michele Marella, Dražen Dalipagić. Allenatore: Tonino Zorzi.
- Promossa in serie A1:  - Superga Mestre.
Formazione: Damiano Cordella, Chuck Jura, Fabio Colombo, Andrea Forti, Paolo Lanza, Luigi Magro, Sergio Sarra, Paolo Volpato, Franco Arrigoni, Roberto Barbiero, Luca Fusaro, John Brown. Allenatore: Massimo Mangano.
- Promossa in serie A1:  - Liberti Treviso.
Formazione: Marco Marini, Tom Scheffler, Stefano Becchini, Paolo Pressacco, Ezio Riva, Paolo Vazzoler, Aldo Ermano, Adriano Zin, Andrea Frezza, Riccardo Oeser, Fabrizio Bertolini, Francesco Cervellin, Glenn Mosley. Allenatore: Mario De Sisti.
- Promossa in serie A1:  - Pallacanestro Brindisi.
Formazione: Raffaele Scianaro, Rich Yonakor, Giuseppe Cavaliere, Francesco Fischetto, Marco Pedrotti, Carmine Spinosa, Giampiero Torda, Mauro Colonnello, Piero Labate, Claudio Malagoli, Aldo Spagnolo, Otis Howard. Allenatore: Piero Pasini.